# Kanton Château-Renault
Der Kanton Château-Renault ist ein französischer Kanton in den Arrondissements Chinon und Loches, im Département Indre-et-Loire und in der Region Centre-Val de Loire; sein Hauptort ist Château-Renault.

## Gemeinden
Der Kanton besteht aus 35 Gemeinden mit insgesamt 38.455 Einwohnern (Stand: 1. Januar 2022) auf einer Gesamtfläche von 860,34 km²:
| Gemeinde                     | Einwohner 1. Januar 2022 | Fläche km² | Dichte Einw./km² | Code INSEE | Postleitzahl | Arrondissement |
| ---------------------------- | ------------------------ | ---------- | ---------------- | ---------- | ------------ | -------------- |
| Autrèche                     | 419                      | 20,72      | 20               | 37009      | 37110        | Loches         |
| Auzouer-en-Touraine          | 2.172                    | 34,05      | 64               | 37010      | 37110        | Loches         |
| Beaumont-Louestault          | 1.788                    | 55,49      | 32               | 37021      | 37360, 37370 | Chinon         |
| Bueil-en-Touraine            | 325                      | 18,06      | 18               | 37041      | 37370        | Chinon         |
| Cerelles                     | 1.247                    | 12,30      | 101              | 37047      | 37390        | Chinon         |
| Charentilly                  | 1.385                    | 14,13      | 98               | 37059      | 37390        | Chinon         |
| Château-Renault              | 4.560                    | 3,51       | 1.299            | 37063      | 37110        | Loches         |
| Chemillé-sur-Dême            | 707                      | 33,54      | 21               | 37068      | 37370        | Chinon         |
| Crotelles                    | 651                      | 15,89      | 41               | 37092      | 37380        | Loches         |
| Dame-Marie-les-Bois          | 338                      | 8,91       | 38               | 37095      | 37110        | Loches         |
| Épeigné-sur-Dême             | 159                      | 21,08      | 8                | 37101      | 37370        | Chinon         |
| La Ferrière                  | 312                      | 15,76      | 20               | 37106      | 37110        | Loches         |
| Le Boulay                    | 813                      | 20,10      | 40               | 37030      | 37110        | Loches         |
| Les Hermites                 | 573                      | 32,60      | 18               | 37116      | 37110        | Loches         |
| Marray                       | 489                      | 23,81      | 21               | 37149      | 37370        | Chinon         |
| Monthodon                    | 643                      | 33,91      | 19               | 37155      | 37110        | Loches         |
| Morand                       | 348                      | 14,62      | 24               | 37160      | 37110        | Loches         |
| Neuillé-Pont-Pierre          | 2.238                    | 39,00      | 57               | 37167      | 37360        | Chinon         |
| Neuville-sur-Brenne          | 890                      | 6,89       | 129              | 37169      | 37110        | Loches         |
| Neuvy-le-Roi                 | 1.061                    | 47,50      | 22               | 37170      | 37370        | Chinon         |
| Nouzilly                     | 1.236                    | 40,24      | 31               | 37175      | 37380        | Loches         |
| Pernay                       | 1.556                    | 17,61      | 88               | 37182      | 37230        | Chinon         |
| Rouziers-de-Touraine         | 1.355                    | 18,19      | 74               | 37204      | 37360        | Chinon         |
| Saint-Antoine-du-Rocher      | 1.786                    | 24,23      | 74               | 37206      | 37360        | Chinon         |
| Saint-Aubin-le-Dépeint       | 351                      | 15,19      | 23               | 37207      | 37370        | Chinon         |
| Saint-Christophe-sur-le-Nais | 1.077                    | 18,27      | 59               | 37213      | 37370        | Chinon         |
| Saint-Laurent-en-Gâtines     | 873                      | 31,62      | 28               | 37224      | 37380        | Loches         |
| Saint-Nicolas-des-Motets     | 241                      | 12,77      | 19               | 37229      | 37110        | Loches         |
| Saint-Paterne-Racan          | 1.697                    | 47,77      | 36               | 37231      | 37370        | Chinon         |
| Saint-Roch                   | 1.335                    | 4,75       | 281              | 37237      | 37390        | Chinon         |
| Saunay                       | 643                      | 25,98      | 25               | 37240      | 37110        | Loches         |
| Semblançay                   | 2.170                    | 35,66      | 61               | 37245      | 37360        | Chinon         |
| Sonzay                       | 1.414                    | 48,34      | 29               | 37249      | 37360        | Chinon         |
| Villebourg                   | 304                      | 12,36      | 25               | 37274      | 37370        | Chinon         |
| Villedômer                   | 1.299                    | 35,49      | 37               | 37276      | 37110        | Loches         |
| Kanton Château-Renault       | 38.455                   | 860,34     | 45               | 3704       | –            | –              |

Bis zur landesweiten Neuordnung der französischen Kantone im März 2015 gehörten zum Kanton Château-Renault die 16 Gemeinden Autrèche, Auzouer-en-Touraine, Château-Renault, Crotelles, Dame-Marie-les-Bois, La Ferrière, Le Boulay, Les Hermites, Monthodon, Morand, Neuville-sur-Brenne, Nouzilly, Saint-Laurent-en-Gâtines, Saint-Nicolas-des-Motets, Saunay und Villedômer. Sein Zuschnitt entsprach einer Fläche von 353 km2. Er besaß vor 2015 einen anderen INSEE-Code als heute, nämlich 3706.

## Veränderungen im Gemeindebestand seit der landesweiten Neuordnung der Kantone
2017: Fusion Beaumont-la-Ronce und Louestault → Beaumont-Louestault
Koordinaten: 47° 35′ N, 0° 55′ O